# Semaglutid
Semaglutid ist ein Antidiabetikum, das zur Behandlung von Typ-2-Diabetes und zur langfristigen Gewichtsreduktion eingesetzt wird. Als GLP-1-Rezeptoragonist wirkt es durch den Inkretin-Effekt gegen einen zu hohen Blutzucker. In der Europäischen Union ist Semaglutid seit 2018 zur Behandlung dessen zugelassen. Inhaber der Zulassung ist der Pharmakonzern Novo Nordisk.

## Eigenschaften
Semaglutid ist ein GLP-1-Rezeptoragonist, das bedeutet, dass es die Wirkung des humanen Inkretin-Glukagon-ähnlichen Peptids-1 (GLP-1) nachahmt. Hierdurch werden die Insulinsekretion und die glykämische Kontrolle verstärkt sowie Appetit und Kalorienaufnahme verringert. Es wurde ab 2012 von Novo Nordisk als länger wirkende Alternative zu Liraglutid entwickelt. Die biologische Halbwertszeit von Semaglutid liegt bei etwa sieben Tagen (165–184 Stunden). Semaglutid ist (wie auch Tirzepatid) bei der Behandlung von Adipositas wirksamer als bisherige Medikamente, aber weniger wirksam als die Heilung der zugrundeliegenden Erkrankung (wie Leptinresistenz) oder Adipositaschirurgie. Semaglutid mildert zudem einen Transaminasenanstieg und bestimmte radiologische Merkmale bei einer nichtalkoholischen Fettleberhepatitis. Es senkt zudem die Blutkonzentration von HbA1c (glykiertes Hämoglobin). Bei einer Dosierung von 2,4 mg/Woche sank das Gewicht bei Übergewichtigen innerhalb von 68 Wochen durchschnittlich um circa 15 %, weiterhin zeigten sich Verbesserungen beim Risiko für Herz-Kreislauf-Erkrankungen (Senkung des Blutdrucks und Verbesserung der Blutfettwerte) und bei der körperlichen Leistungsfähigkeit. Oral verabreichtes Semaglutid (Handelsname Rybelsus) wird zur verbesserten oralen Aufnahme mit Salcaprozat-Natrium formuliert. Im August 2024 wurde berichtet, dass Semaglutid einen Überlebensvorteil in einer breitgefächerten Gruppe von Patienten mit Herz-Kreislauf-Erkrankungen und Adipositas habe. In einer Studie wurde demnach unerwartet eine signifikante Reduktion von Todesfällen beobachtet, die nicht auf Herz-Kreislauf-Erkrankungen zurückzuführen sind, insbesondere von infektiösen Todesfällen. Semaglutid verringerte die COVID-19-Sterblichkeit, ohne die Infektionsraten zu verändern. Möglicherweise konnte dies nur aufgrund des Anstiegs nicht-kardiovaskulärer Todesfälle während der COVID-19-Pandemie nachgewiesen werden. Dennoch betonten diese Ergebnisse, dass Übergewicht und Adipositas das Sterberisiko aus verschiedenen Gründen erhöhen, die durch wirksame inkretinbasierte Therapien wie Semaglutid positiv beeinflusst werden können.

## Struktur

Schematische Darstellung der Strukturen von Semaglutid und Liraglutid, im Vergleich zu GLP-1(7-37)

Skelettformel von Semaglutid

Semaglutid ist ein rekombinant erzeugtes Peptid, das ausgehend von der Struktur des menschlichen biologisch aktiven GLP-1(7-37) modifiziert wurde. Wie dieses besteht Semaglutid aus 31 Aminosäuren, wobei die Aminosäuresequenz an zwei Stellen geändert wurde: an Position 8 des GLP-1 (Position 2 im Semaglutid) wurde ein Alanin gegen α-Aminoisobuttersäure (Aib) und an Position 34 (Position 28 im Semaglutid) ein Lysin gegen Arginin ausgetauscht. Die Änderung an Position 8 verhindert einen Abbau durch Dipeptidylpeptidase 4. Die Änderung an Position 34 ermöglicht ortsspezifisch die Acylierung des Lysin in Position 26 (Position 20 im Semaglutid): an dieser Stelle  wurde über einen Linker die langkettige Dicarbonsäure Octadecandisäure angebracht, wodurch Semaglutid besser an Humanalbumin bindet und länger im Blutkreislauf verweilt.

## Zugelassene Anwendungsgebiete
Eine injizierbare Version zur Behandlung des Typ-2-Diabetes (Handelsname Ozempic) in Verbindung mit Diät und körperlicher Aktivität wurde im Dezember 2017 in den Vereinigten Staaten und 2018 in der Europäischen Union, Kanada und Japan für medizinische Zwecke zugelassen. Das Mittel wird wöchentlich subkutan injiziert, was von den Patienten selbst vorgenommen werden kann.
Eine oral einzunehmende Version (Handelsname Rybelsus) wurde im September 2019 in den Vereinigten Staaten und im April 2020 in der Europäischen Union zur Behandlung von Typ-2-Diabetes in Verbindung mit Diät und sportlicher Betätigung zugelassen.
Im Juni 2021 genehmigte die US-amerikanische Food and Drug Administration (FDA) injizierbares höher dosiertes Semaglutid für die langfristige Gewichtskontrolle bei Erwachsenen (Handelsname Wegovy). Es wurde im Januar 2022 für die medizinische Verwendung in der Europäischen Union zugelassen und ist seit 15. Juli 2023 auf dem deutschen Markt verfügbar. Die Arzneimittelkommission der deutschen Ärzteschaft wertete es 2023 als unklar, ob und in welchem Ausmaß Semaglutid bei adipösen und übergewichtigen Menschen Folgeerkrankungen verhindern könne. Ferner nehmen die Patienten nach dem Absetzen der Therapie gemäß Ergebnissen aus der STEP-4-Studie wieder an Gewicht zu. Semaglutid gilt bei Anwendung als „Mittel zum Abnehmen“ in Form der Injektionsspritze Wegovy als Lifestyle-Arzneimittel, dessen Kosten von den gesetzlichen Krankenkassen in Deutschland nicht erstattet werden.
Eine Indikationserweiterung zur Vorbeugung vor Herz-Kreislauf-Ereignissen bei Übergewichtigen und Adipösen lehnte die europäische Arzneimittelagentur im Juli 2024 ab. Der zuständige Ausschuss sah diese Anwendung bereits durch die zugelassene Indikation für die Gewichtskontrolle abgedeckt und stimmte daher nicht dafür, eine gesonderte Indikation zu genehmigen. Stattdessen empfahl er die neuen Studiendaten in die Produktinformationen aufzunehmen. Die Food and Drug Administration hingegen hatte im März 2024 das Anwendungsgebiet „Senkung des Risikos von tödlichen Herzkreislaufvorfällen, Herzinfarkten und Schlaganfällen bei Erwachsenen mit Herz-Kreislauf-Erkrankungen und Adipositas oder Übergewicht“ zugelassen. In der multinationalen, multizentrischen, placebokontrollierten doppelblinden SELECT-Studie mit über 17.600 Teilnehmern traten unerwünschte schwere kardiovaskuläre Ereignisse bei 6,5 % der Teilnehmer in der Semaglutid-Gruppe auf im Vergleich zu 8 % in der Placebogruppe.

## Nebenwirkungen
Mögliche Nebenwirkungen bei über 5 % der Patienten sind Übelkeit, Erbrechen, Durchfall, Bauchschmerzen und Verstopfung. Weiterhin können Pankreatitis, Komplikationen bei diabetischer Retinopathie, Hypoglykämie bei gleichzeitiger Anwendung von Antidiabetika (z. B. Insulin oder Sulfonylharnstoffe), akuter Nierenschaden, Allergie und akute Erkrankungen der Gallenblase auftreten.
Die Europäische Arzneimittel-Agentur (EMA) informierte im April 2024, dass ein kausaler Zusammenhang zwischen der Anwendung von GLP-1-Agonisten wie Semaglutid und dem Auftreten von suizidalen und selbstverletzenden Gedanken und Handlungen nicht nachweisbar sei. Zuvor hatte der EMA-Pharmakovigilanzausschuss (PRAC) im Juli 2023 ein Review-Verfahren eingeleitet, nachdem vereinzelt Meldungen über suizidale Gedanken und Selbstverletzungen bei Menschen eingegangen waren, die Liraglutid oder Semaglutid einnahmen. Die Beurteilung ist in Übereinstimmung mit den vorläufigen Ergebnissen einer laufenden Bewertung der US-Behörde FDA, die ebenfalls keinen Zusammenhang fand.
Keine wissenschaftlichen Daten liegen bisher (Stand: 2024) zu anekdotischen Berichten vor, laut denen es nach der Einnahme von Semaglutid zu einer ungeplanten Schwangerschaft gekommen sein soll, zum Teil auch trotz Einnahme der Pille.
Der Ausschuss für Risikobewertung im Bereich der Pharmakovigilanz der Europäischen Arzneimittel-Agentur (Pharmacovigilance Risk Assessment Committee, PRAC) erklärte im Juni 2025 nach Abschluss der Überprüfung semaglutidhaltiger Arzneimittel, dass die nicht-arterielle anteriore ischämische Optikusneuropathie (NAION) als eine sehr seltene Nebenwirkung von Semaglutid anzusehen ist (bis zu 1 von 10.000). Der bei NAION auftretende Sehverlust ist im Allgemeinen irreversibel.

## Kontraindikationen
Semaglutid erzeugt in Mäusen und Ratten dosis- und anwendungsdauerabhängig Tumoren von parafollikulären Zellen in der Schilddrüse. Zur Abklärung dieser Risiken bei Menschen forderte die EU-Behörde EMA im Jahr 2023 zusätzliche Auskünfte der Hersteller an. Semaglutid ist bei familiärem Auftreten von medullärem Schilddrüsenkarzinom (MTC, englisch medullary thyroid carcinoma) kontraindiziert. Ebenso darf es nicht bei Menschen mit multipler endokriner Neoplasie Typ 2 (MEN 2, englisch Multiple Endocrine Neoplasia syndrome type 2) angewendet werden. Patienten sollten über Symptome von Schilddrüsenkrebs aufgeklärt werden, wie Schwellungen im Schilddrüsenbereich, Appetitlosigkeit, Atemnot, dauerhafte Heiserkeit. Daneben darf Semaglutid nicht bei bekannter ausgeprägter Allergie gegen Semaglutid oder Hilfsstoffe angewendet werden.
Der Hersteller von Semaglutid-Präparaten gibt an, dass Tierversuche eine Reproduktionstoxizität gezeigt hätten und Daten bei schwangeren Frauen nur begrenzt vorlägen. Arzneimittel mit Semaglutid dürfen in der Schwangerschaft nicht angewendet werden und sollten mindestens zwei Monate vor einer geplanten Schwangerschaft abgesetzt werden.

## Fälschungen des Präparats
Im Oktober 2023 wurde bekannt, dass Fälschungen des Präparats Ozempic in mehreren deutschen Bundesländern aufgetaucht sind. Das BfArM hat daher Hersteller sowie Großhändler und Apotheken angemahnt, alle Packungen des Arzneimittels mit größter Sorgfalt zu prüfen. Das Regierungspräsidium Freiburg weist darauf hin, dass mit hoher Wahrscheinlichkeit erhebliche Gesundheitsgefahren von den Fälschungen ausgehen. Die Fälschungen seien jedoch von den Originalen äußerlich leicht zu unterscheiden und sollen in Apotheken zurückgegeben werden. Bei den gefälschten Präparaten handelte es sich nach Erkenntnissen des BfArM um umetikettierte Insulin-Pens, die statt Ozempic Insulin enthielten und mutmaßlich auf eine Pharma-Firma in Ankara zurückgehen.

## Präparatenamen
Ozempic (CA, EU, J, USA), Rybelsus (EU, USA), Wegovy (Injektion; EU, USA)
Die Markteinführung des Abnehmmedikaments Wegovy erfolgte chronologisch in den USA, Dänemark, Norwegen, Deutschland (Juli 2023), Großbritannien (Juli 2023). Zulassungsinhaber ist Novo Nordisk mit Stammsitz in Dänemark. In Deutschland überstieg der Bedarf im Sommer 2023 die Produktion. Novo Nordisk wurde im September 2023 wertvollstes börsennotiertes Unternehmen Europas. Die Patente von Novo Nordisk laufen in Europa und Japan noch bis 2031, in den USA bis 2032, in China bis 2026.